# 神奈川県道305号江の島線
神奈川県道305号江の島線（かながわけんどう305ごう えのしません）は、神奈川県の藤沢市にある県道。国道134号江の島入口交差点より江の島島内に至る全長786メートル（m）の道で、その大半が「江の島弁天橋」という人道橋となっており、島内の一部区間を除いてほぼ全区間が歩行者専用道路に指定されている。
なお、並行して架かる自動車用の「江の島大橋」は県道には含まれない湘南港臨港道路の橋である。

## 概要

### 路線データ
- 起点：藤沢市江の島一丁目
- 終点：藤沢市片瀬海岸一丁目 江の島入口交差点（国道134号交点）
- 延長：0.8 km

## 歴史
- 1962年（昭和37年） - 「江の島大橋」完成に伴って設定。

## 地理

### 通過する自治体
- 神奈川県
  - 藤沢市

### 交差・接続する道路
- 国道134号 江の島入口（えのしまいりぐち）交差点（終点）

## ギャラリー

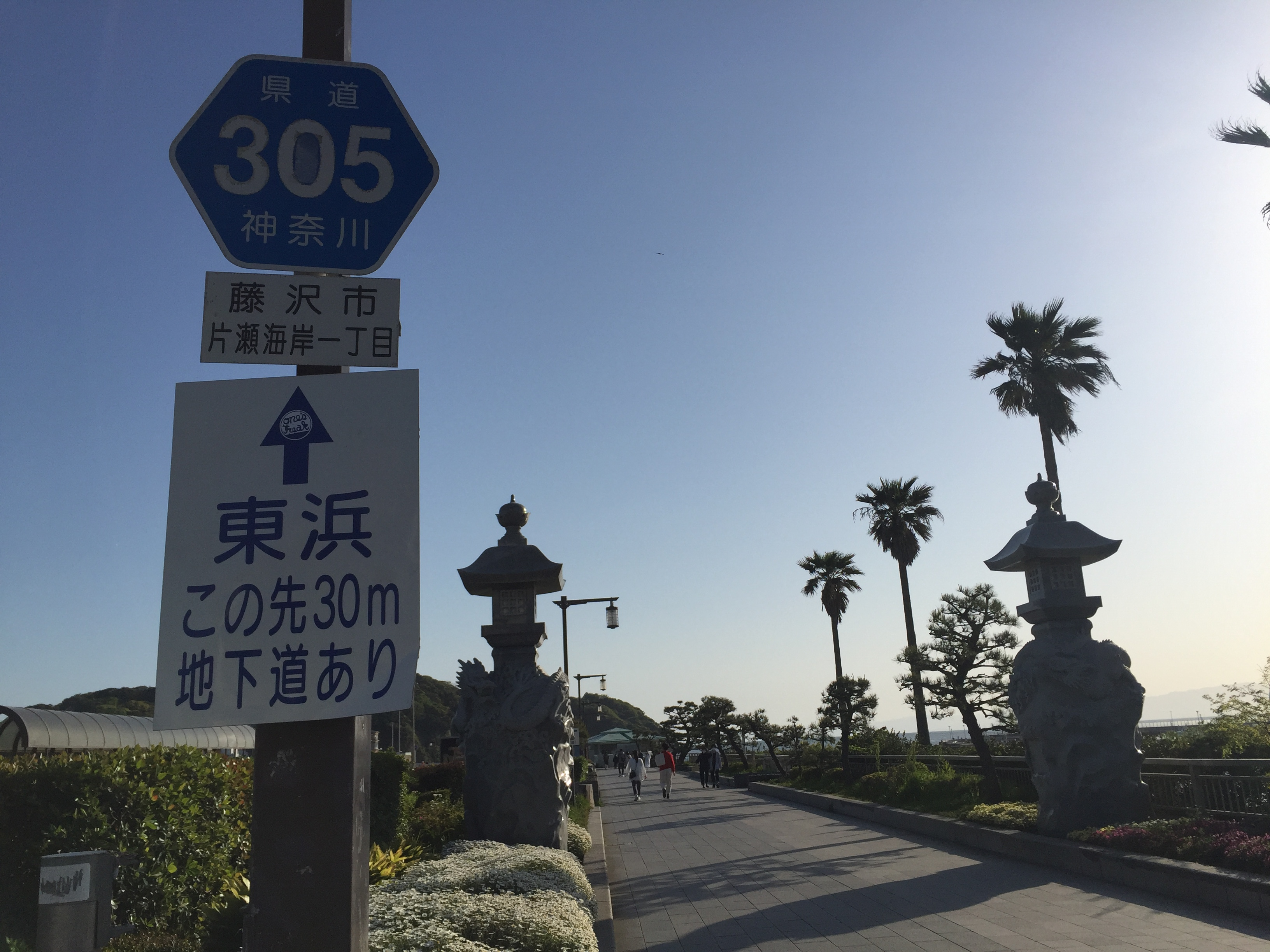
県道標識（藤沢市片瀬海岸1丁目）
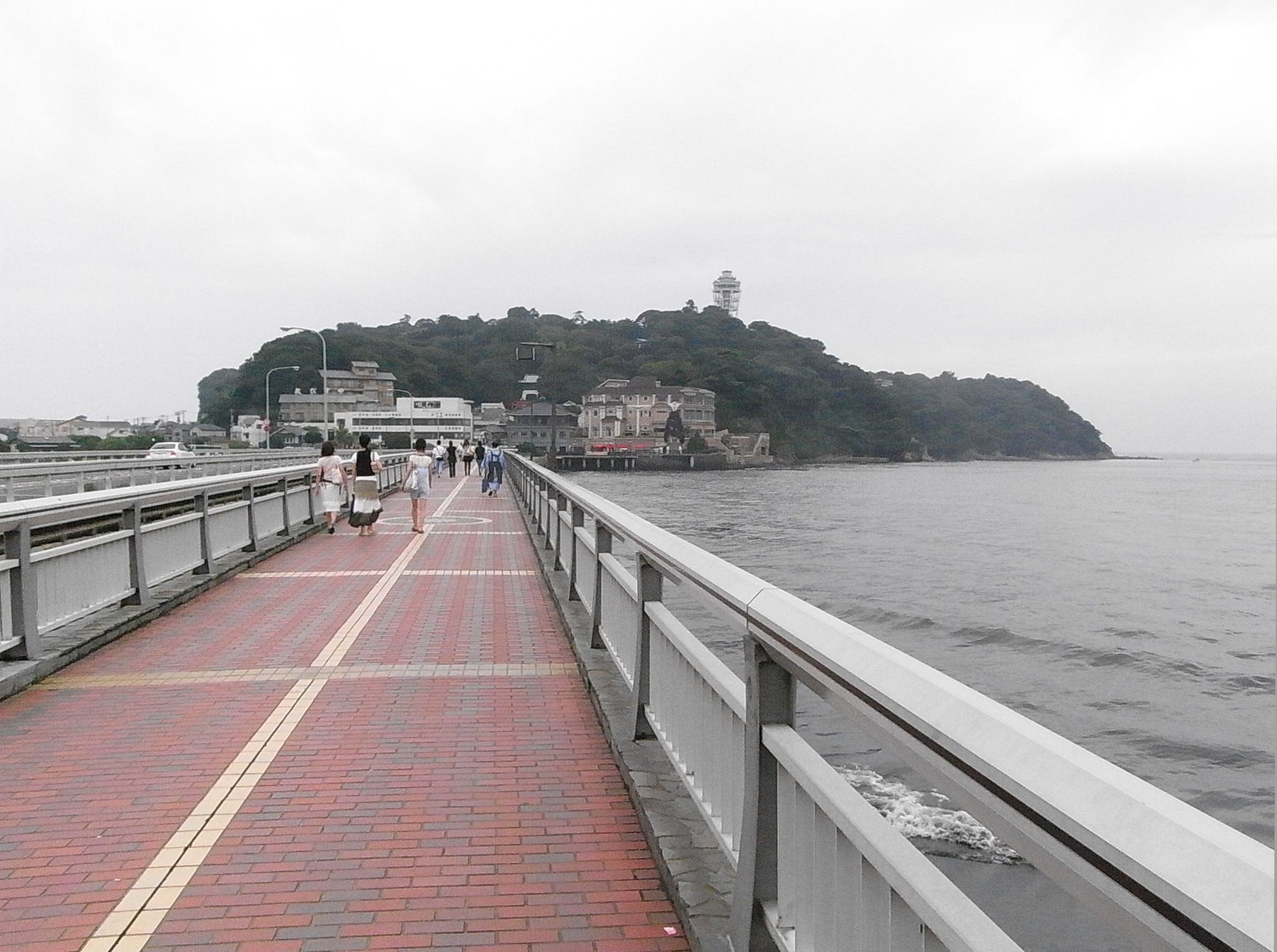
江の島弁天橋
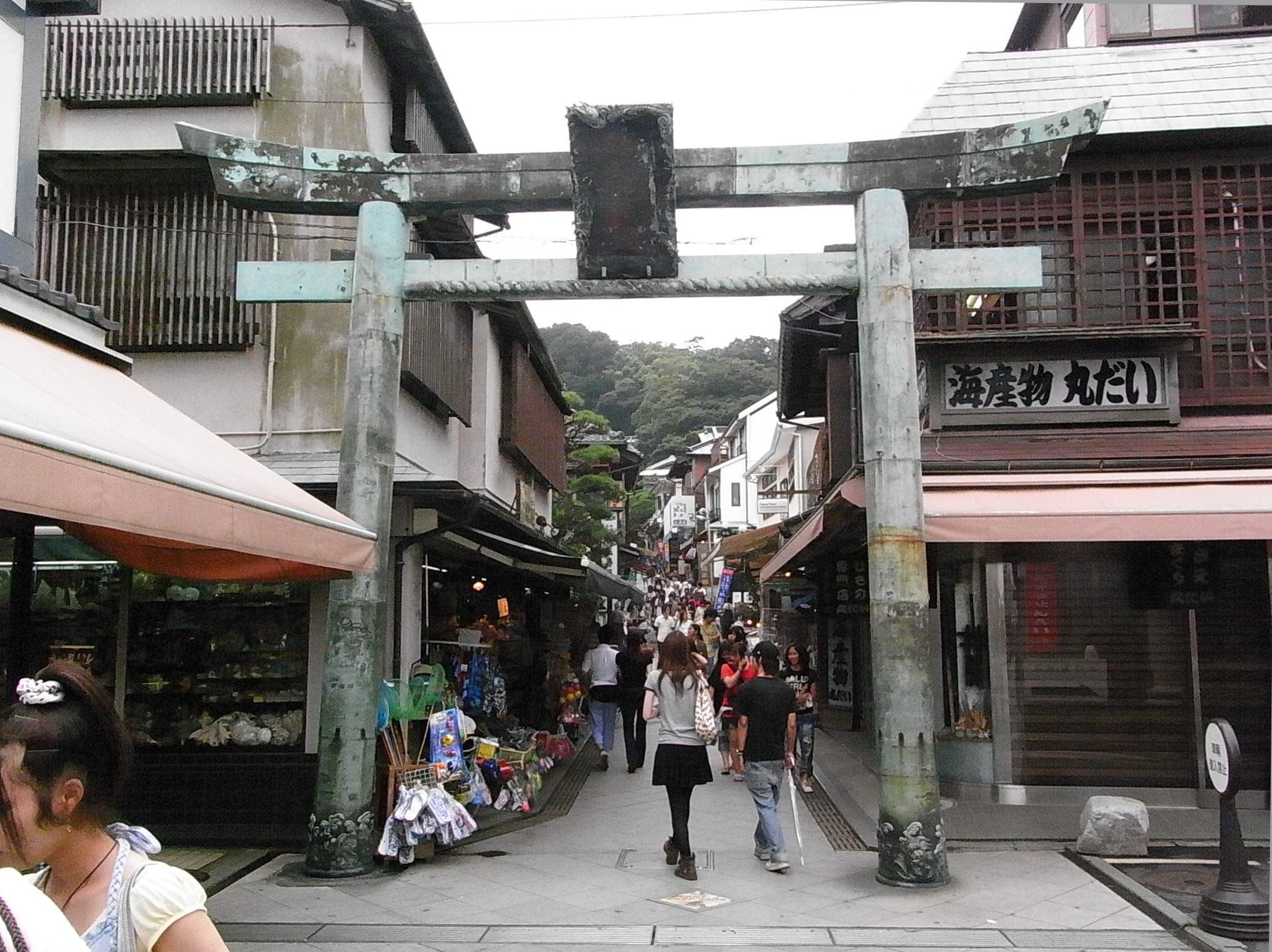
県道指定される江の島弁財天仲見世通り
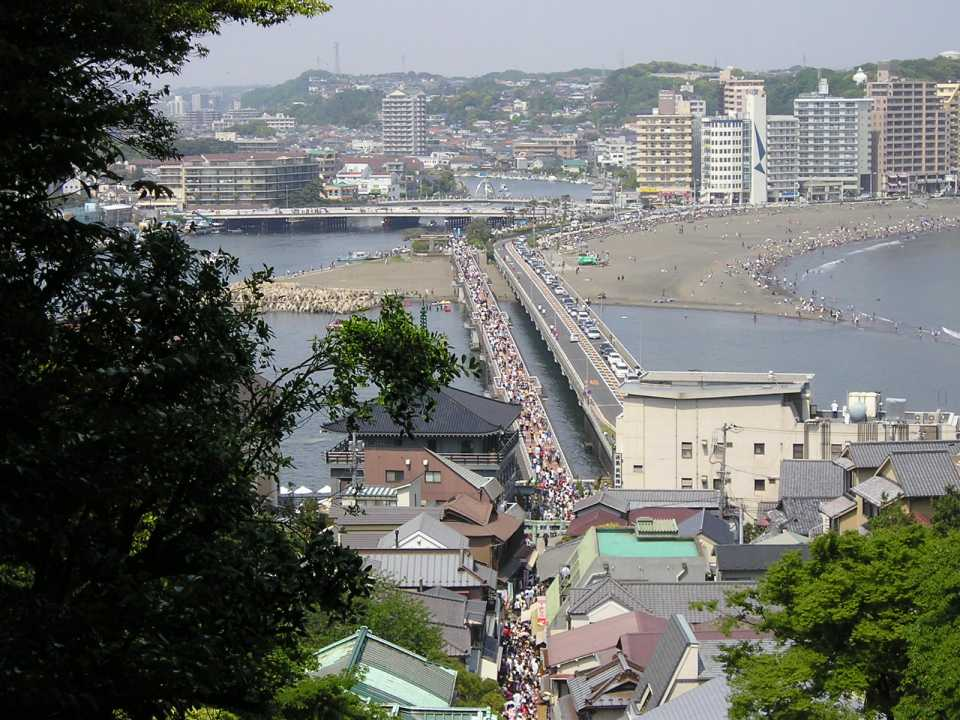
江ノ島中津宮付近から見た江の島弁天橋（左）。観光シーズンは人・車ともに大混雑となる。